# Труссэ (замок)
Труссэ (фр. Château de Troussay) — средневековый замок.

## Описание
Расположен в Франции. Он находится в долине Луары, в коммуне Шеверни. Шато Труасси построено в виде замкнутого четырехугольника. Само здание шато двухэтажное, фасадом обращено на обширный внутренний двор. Вокруг замка разбит парк.